# Буцька сотня
Буцька сотня — адміністративно-територіальна і військова одиниця в складі Уманського полку в 17 столітті. 
Сотенним містечком були Буки.
У 1649 році згідно зі Зборівською угодою вона налічувала 252 козаки, де сотником призначено Василя Приса. 
Окрім того, що козаки берегли південні кордони України  від нападів, вони бились і в боях під Пилявцями, Зборовом, Берестечком, Батогом, Жванцем. 
Упродовж десятиліть козаки сотні брали участь у  боях під час оборони у від татарської навали, у сутичці під Охматовим, охороняли кордони. Із новою хвилею турецької навали вони разом із селянами змушені відступити на Лівобережжя. 
До кінця XVII століття сотню було реформовано.